# Sistema Universitari Texas A&M
El Sistema Universitari Texas A&M  és un dels sistemes d'educació superior més complexos dels Estats Units d'Amèrica. Està compost per nou universitats, vuit agències governamentals i diverses institucions de Ciències de la Salut.

## Universitats
- Universitat de Texas A&M, que compta amb dos campus a part del campus principal a College Station:
  - Universitat de Texas A&M a Galveston
  - Universitat de Texas A&M a Qatar
- Universitat Prairie View A&M
- Universitat Estatal Tarleton
- Universitat Internacional de Texas A&M
- Universitat de Texas A&M-Texas Central
- Universitat de Texas A&M-Commerce
- Universitat de Texas A&M-Corpus Christi
- Universitat de Texas A&M-Kingsville
- Universitat de Texas A&M-Sant Antoni
- Universitat de Texas A&M-Texarkana
- Universitat de Texas Occidental A&M

## Agències
- Texas AgriLife Research
- Texas AgriLife Extension Service
- Texas Engineering Experiment Station
- Texas Engineering Extension Service
- Texas Forest Service
- Texas Transportation Institute
- Texas Veterinary Medical Diagnostic Laboratory